# Araneus flavus
Araneus flavus là một loài nhện trong họ Araneidae.
Loài này thuộc chi Araneus. Araneus flavus được Octavius Pickard-Cambridge miêu tả năm 1894.